# 함옹
함옹(咸雍, 1065년 ~ 1074년)은 요나라(거란국) 도종(道宗) 야율 홍기(耶律 洪基)의 두번째 연호이다. 10년 가량 사용하였다.

## 개원
- 청녕(淸寧) 11년 1월 1일[1](1065년 2월 8일)에 연호를 함옹(咸雍)으로 개원함.[2][3][4]

- 함옹(咸雍) 10년 12월 18일[5](1075년 1월 7일)에 연호를 대강(大康)으로 정하고, 다음 해 1월 1일[6](1075년 1월 20일)에 개원함.[7][8][4]

## 연대 대조표
| 함옹       | 원년           | 2년        | 3년        | 4년             | 5년        | 6년        | 7년        | 8년        | 9년        | 10년       |
| 서기(西紀) | 1065년         | 1066년     | 1067년     | 1068년          | 1069년     | 1070년     | 1071년     | 1072년     | 1073년     | 1074년     |
| 간지(干支) | 을사(乙巳)     | 병오(丙午) | 정미(丁未) | 무신(戊申)      | 기유(己酉) | 경술(庚戌) | 신해(辛亥) | 임자(壬子) | 계축(癸丑) | 갑인(甲寅) |
| 북송(北宋) | 치평(治平) 2년 | 3년        | 4년        | 희녕(熙寧) 원년 | 2년        | 3년        | 4년        | 5년        | 6년        | 7년        |

## 동시대 연호

### 중국
송(宋)
- 치평(治平) (1064년 ~ 1067년)
- 희녕(熙寧) (1068년 ~ 1077년)

대리국(大理國)
- 정덕(正德) (1062년 ~ 1073년)
- 보덕(保德) (1074년 ~ 1075년)

서하(西夏)
- 공화(拱化) (1063년 ~ 1067년)
- 건도(乾道) (1067년 ~ 1068년)
- 천사예성국경(天賜禮盛國慶) (1069년 ~ 1074년)

### 베트남
- 쯔엉타인자카인(彰聖嘉慶) (1059년 ~ 1066년)
- 롱쯔엉티엔뜨(龍彰天嗣) (1066년 ~ 1068년)
- 티엔후옹바오뜨엉(天貺寶象) (1068년 ~ 1069년)
- 턴부(神武) (1069년 ~ 1072년)
- 타이닌(太寧) (1072년 ~ 1076년)

### 일본
- 고헤이(康平) (1058년 ~ 1065년)
- 지랴쿠(治曆) (1065년 ~ 1069년)
- 엔큐(延久) (1069년 ~ 1074년)
- 조호(承保) (1074년 ~ 1077년)

## 같이 보기
- 중국의 연호 목록